# Сагол
Саго́л  — село в Алагирском районе Республики Северная Осетия-Алания. Входит в состав Зарамагского сельского поселения. Код Федеральной налоговой службы 1514. 

## Географическое положение
Село расположено на правом берегу реки Цмиакомдон, в 12 км к востоку от центра сельского поселения Нижний Зарамаг, в 55 км к югу от районного центра Алагир и в 89 км к юго-западу от Владикавказа.

## Население
| 2002 | 2010 | 2021 |
| ---- | ---- | ---- |
| 0    | →0   | →0   |

## Топографические карты
- Лист карты K-38-29 Алагир. Масштаб: 1 : 100 000. Состояние местности на 1984 год. Издание 1988 г.

## Примечание
1. ↑  Сагол. Дата обращения: 11 июня 2018. Архивировано 12 июня 2018 года.
2. 1 2  Итоги Всероссийской переписи населения 2020 года (по состоянию на 1 октября 2021 года)
3. ↑  Данные Всероссийской переписи населения 2002 года: таблица № 02c. Численность населения и преобладающая национальность по каждому сельскому населённому пункту. — М.: Росстат, 2004.
4. ↑  Том 1. Численность и размещение населения. Таблица 10